# 파울라 페르난지스
파울라 페르난지스 지 소자(Paula Fernandes de Souza, 1982년 8월 28일 ~ )는 브라질의 컨트리 싱어송라이터이다.

## 음반 목록
정규 음반
- Canções do Vento Sul (2005)
- Dust in the Wind (2007)
- Pássaro de Fogo (2009)
- Meus Encantos (2012)
- Amanhecer (2015)